# Universidad Anderson
La Universidad Anderson (en inglés: Anderson University) es una universidad privada en Anderson, Carolina del Sur. Ofrece títulos de licenciatura, maestría y doctorado en aproximadamente 78 áreas de estudio. Anderson está afiliado a la Convención Bautista de Carolina del Sur y está acreditado por la Comisión de Universidades de la Asociación Sureña de Universidades y Escuelas. Anderson participa en el atletismo de la División II de la NCAA y es miembro de la South Atlantic Conference.
Anderson fue la decimonovena universidad de maestría privada de más rápido crecimiento en los Estados Unidos de 2006 a 2016, y duplicó con creces su inscripción durante la década.
Restablecido en 1911 como Anderson College, es el sucesor de la Universidad Johnson, que fue fundada en 1848 por líderes bautistas locales. Anderson fue inicialmente una universidad para mujeres hasta 1931, cuando se convirtió en mixta, y en 2006 se rediseñó como Universidad de Anderson. Consta de nueve facultades y escuelas distintas: Escuela de Artes de Carolina del Sur, Escuela de Divinidad de Clamp, Artes y Ciencias, Negocios, Estudios Cristianos, Educación, Profesiones de la Salud, Diseño de Interiores y Servicio Público y Administración Pública.
En julio de 2020, Anderson anunció que se había creado una nueva facultad de ingeniería . En espera de las aprobaciones de acreditación pertinentes, ofrecerá programas de licenciatura en ingeniería mecánica y eléctrica, y dará la bienvenida a su primera clase en el otoño de 2021.

## Historia

### Origen
La Universidad Anderson remonta su herencia y fundación inicial a 1848 en la forma de Seminario Femenino Johnson (más tarde rebautizado como Universidad Johnson) que estaba ubicado en Anderson, Carolina del Sur. El seminario fue fundado por los ciudadanos de Anderson Daniel Brown, J. P. Reed y Stephen McCulley. Seminario Femenino Johnson recibió su nombre del reverendo William Bullein Johnson, uno de los primeros estadistas bautistas, fundador y primer vicepresidente de la Convención Bautista de Carolina del Sur, y el primer presidente de la Convención Bautista del Sur. Johnson se desempeñó como el primer rector de la Universidad Johnson. Para 1857, la Universidad Johnson tenía alrededor de 600 estudiantes que tomaban cursos de cálculo, latín y griego. En 1858 la salud de Johnson decayó y en 1862 murió. La casa de Johnson sigue en pie en Anderson y su retrato cuelga a perpetuidad en Truett Cathy Old Common Room en Merritt Hall en el campus de la Universidad de Anderson. Johnson fue enterrado en el cementerio de la Primera Iglesia Bautista de Anderson.
La universidad cerró sus puertas debido al impacto combinado de la muerte prematura del reverendo Johnson y el inicio de la Guerra Civil. El edificio principal de la Universidad Johnson se convirtió en una tesorería y una imprenta confederadas durante la guerra civil hasta 1865, cuando las fuerzas de la Unión ocuparon el edificio. Después de la guerra, el Instituto Colegiado de Carolina y el Instituto Militar Patrick utilizaron los edificios del seminario con fines educativos hasta 1920. Los edificios de la Universidad Johnson fueron demolidos alrededor de 1920.

### Anderson College

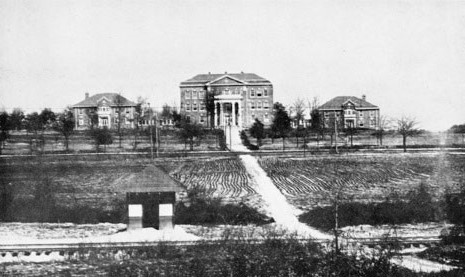
Anderson College en 1911

Poco después del cambio de siglo, aquellos que recordaban con cariño el impacto que tuvo la Universidad Johnson en la región desarrollaron una visión convincente de resucitar la institución en la forma de Anderson College en 1911. El nombre Anderson proviene de Robert Anderson, un veterano de la Guerra Revolucionaria Estadounidense y el homónimo de Anderson, Carolina del Sur. La Cámara de Comercio de Anderson recaudó $ 100,000 y aseguró 32 acres (13 ha) para el nuevo campus. La tierra y los fondos se entregaron a la Convención Estatal Bautista de Carolina del Sur para establecer la universidad. El edificio de administración de Merritt fue el primer edificio construido en el terreno. Durante un tiempo este fue el único edificio dedicado a los académicos. Eventualmente albergaría solo la oficina del presidente y el Teatro Merritt.
Al principio hubo problemas financieros hasta que la Dra. Annie Dinamarca se convirtió en presidenta en 1929. Dinamarca se convirtió en la primera mujer presidenta de una universidad en Carolina del Sur. La toma de posesión de Dinamarca como presidente el 14 de febrero de 1929 estableció la tradición de Anderson College como el Día del Fundador celebrando el día de constitución de la institución.
En 1931, Anderson College se convirtió en una universidad secundaria mixta. En la década de 1990, Anderson volvió a su estado y ofertas como una institución de cuatro años.

### Universidad Anderson
Anderson College recibió el nuevo nombre de Anderson University en 2006. Con motivo de la primera apertura como Universidad de Anderson, S. Truett Cathy, fundador de Chick-fil-A, y su hijo Dan Cathy recibieron títulos honorarios de la Universidad de Anderson por "ejemplificando el carácter y la visión que deben poseer los empresarios cristianos". En junio de 2011, la Universidad de Anderson se convirtió en la anfitriona del Palmetto Boys State. En 2012, la Universidad de Anderson se unió al Centro Universitario de Greenville (UCG), convirtiéndose en la primera institución educativa en unirse en aproximadamente 20 años. En 2013, Anderson University recibió una subvención de $143,000 de la Comisión de Educación Superior de Carolina del Sur para duplicar el éxito de su innovador MLI en las escuelas públicas de Carolina del Sur. En 2006 se abrió una nueva biblioteca de 60,000 pies cuadrados. Se construyeron cinco nuevas residencias y se adquirió un complejo de casas adosadas para estudiantes. En el otoño de 2016 se abrió un nuevo centro de estudiantes de 90,000 pies cuadrados.

## Campus

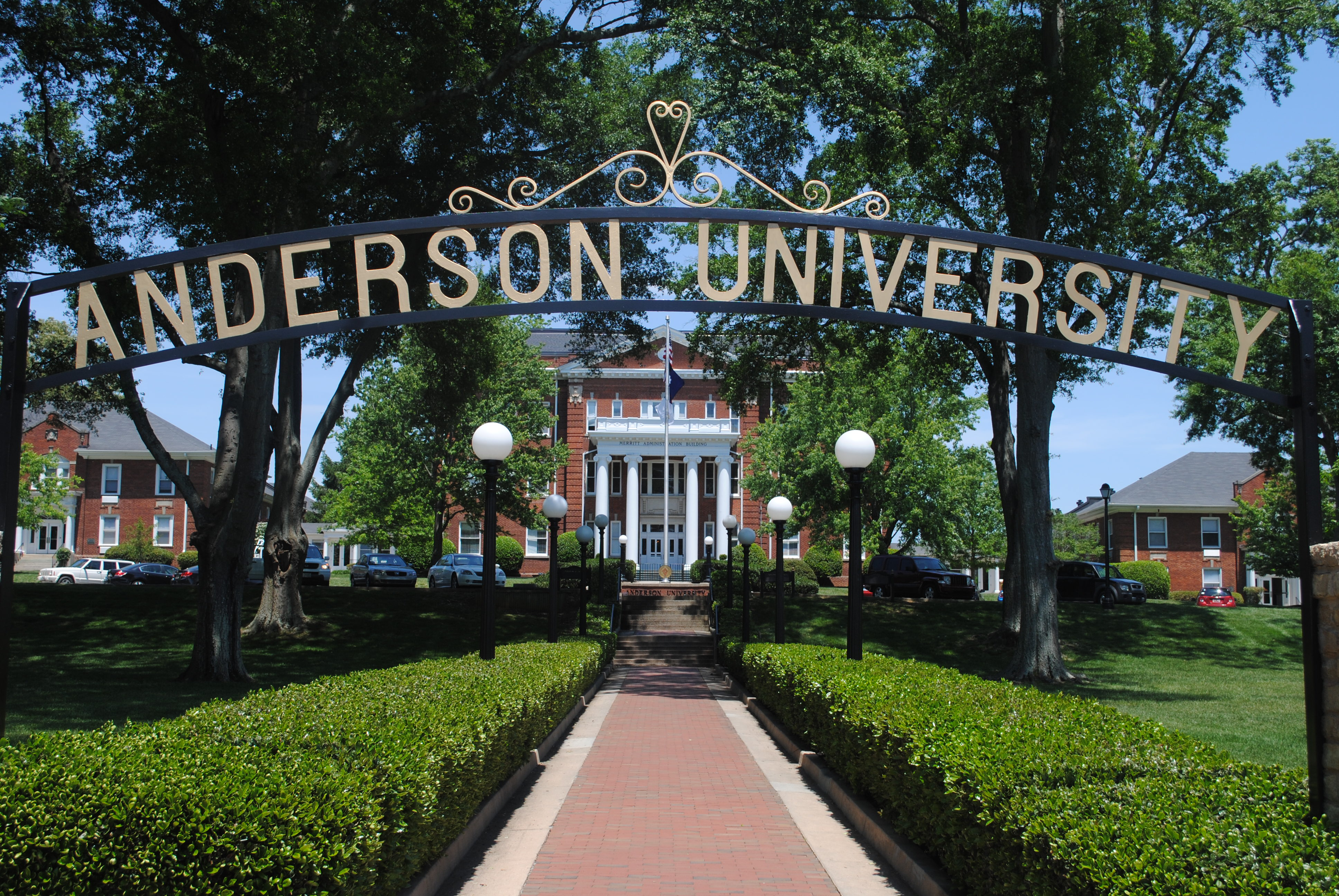
Vista frontal de la Universidad Anderson y el edificio de administración de Merritt

La mayoría de los edificios del campus principal son de ladrillo rojo, construidos a lo largo del siglo XX con el estilo arquitectónico georgiano. El edificio de administración Merritt, Denmark Hall y Pratt Hall fueron los edificios originales en el campus de la Universidad de Anderson, que se construyeron en el momento de la fundación de la universidad en 1911. Una de las principales instalaciones educativas en el corazón del campus, Watkins Hall, se dedicó en 1967. Otros puntos de interés marcados incluyen el Sullivan Music Building y el Abney Athletic Center.
El jardín delantero se llama "Alumni Lawn" (a veces denominado "Sacred Six" acres) de la Universidad de Anderson y está muy arbolado con grandes robles, al igual que el interior del campus principal, que está diseñado en una serie de terrazas ascendentes. . Alumni Lawn y muchos de los primeros edificios están incluidos en el Registro Nacional de Lugares Históricos como el Distrito Histórico de Anderson College.
En 2008, la universidad compró el cercano recinto ferial del condado de Anderson que comprende 77 acres y, simultáneamente, aceptó una donación de 125 acres adyacentes en el río Rocky de los benefactores John y Marie Pracht. Estas adquisiciones cuadruplicaron la superficie del campus de 68 a 270. La propiedad Fairgrounds se está transformando en el Campus Atlético de la universidad. Las instalaciones incluyen una piscina, un centro de tenis, un estadio de softbol, un estadio de fútbol, un gimnasio intramuros y campos de práctica con planes para agregar un estadio de béisbol, una pista, un gimnasio y una casa de campo, y una instalación de administración atlética. La propiedad de Pracht incluye 40 acres de humedales saludables. Posteriormente, la universidad se unió a otros propietarios de humedales para formar Rocky River Conservancy. Las propiedades combinadas se están desarrollando en un parque ecológico protegido con senderos, paseos marítimos y un centro de descubrimiento. La universidad ha reservado una parte de las tierras altas de propiedad de Pracht para el desarrollo futuro.

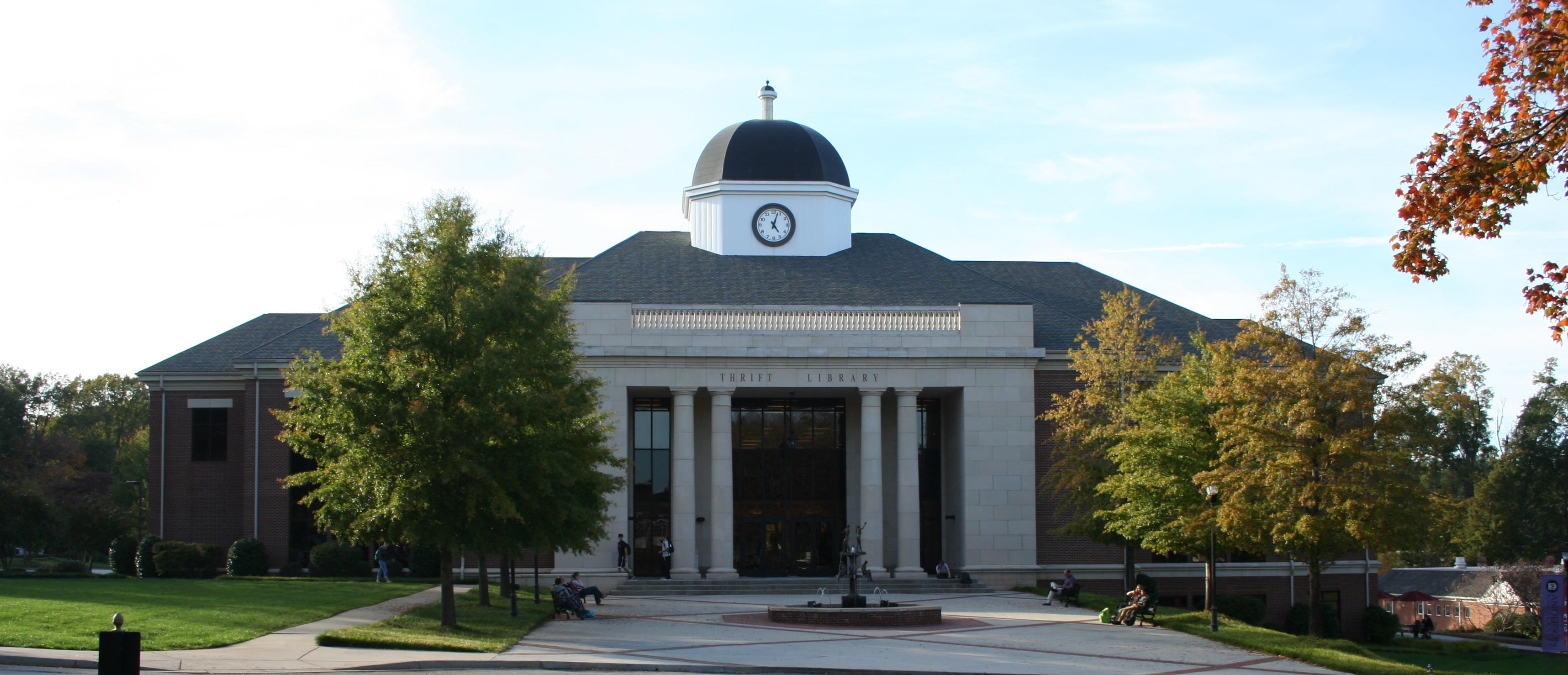
Biblioteca de segunda mano

La Universidad de Anderson creó una asociación especial en 2012 que opera dentro del antiguo Centro de servicios de Duke Energy, que se encuentra aproximadamente a una milla del campus principal y que fue un regalo parcial a la universidad del antiguo Duke Energy Carolinas (ahora Duke Energy Progress). Allí se imparte el programa de posgrado de la universidad en justicia penal, también conocido como Command College of South Carolina. La instalación alberga, igualmente, programas de justicia penal de pregrado.
En 2013, la universidad adquirió el primer piso del histórico edificio Chiquola en el centro de Anderson, a menos de una milla del campus principal. La instalación de 11,000 pies cuadrados es un espacio de usos múltiples para el programa de grado de diseño gráfico de la universidad, actividades estudiantiles y un centro para el estudio y la práctica del espíritu empresarial. La instalación cuenta con tres espacios comerciales en los que operarán los negocios iniciados y administrados por estudiantes.
La población estudiantil durante todo el año de la Universidad de Anderson es de aproximadamente 3848 estudiantes, con una proporción de estudiantes por docente de 17:1. Alrededor de tres mil de esos estudiantes son estudiantes universitarios tradicionales, mientras que el resto son estudiantes graduados.

## Programas académicos

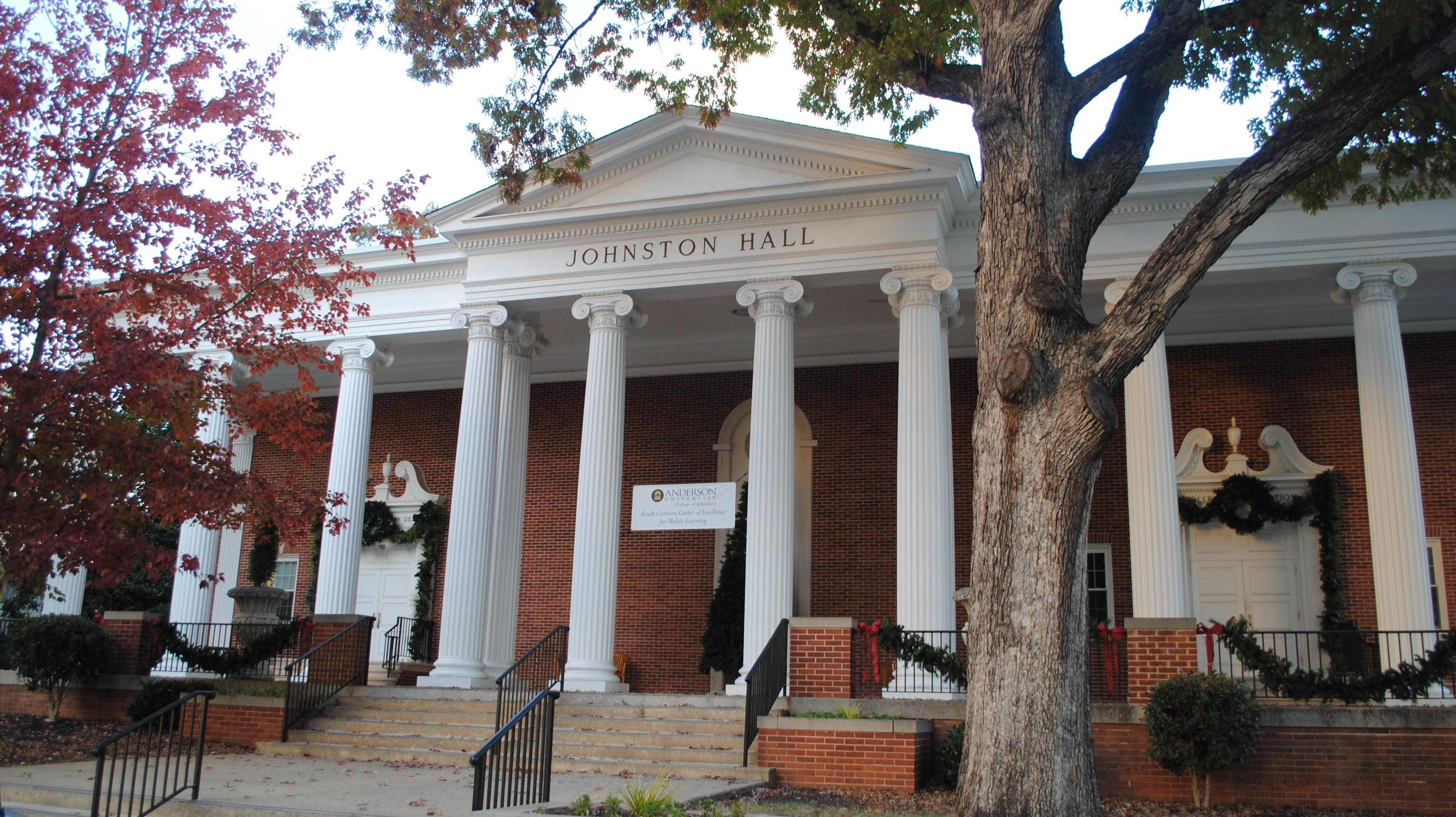
Salón Johnston

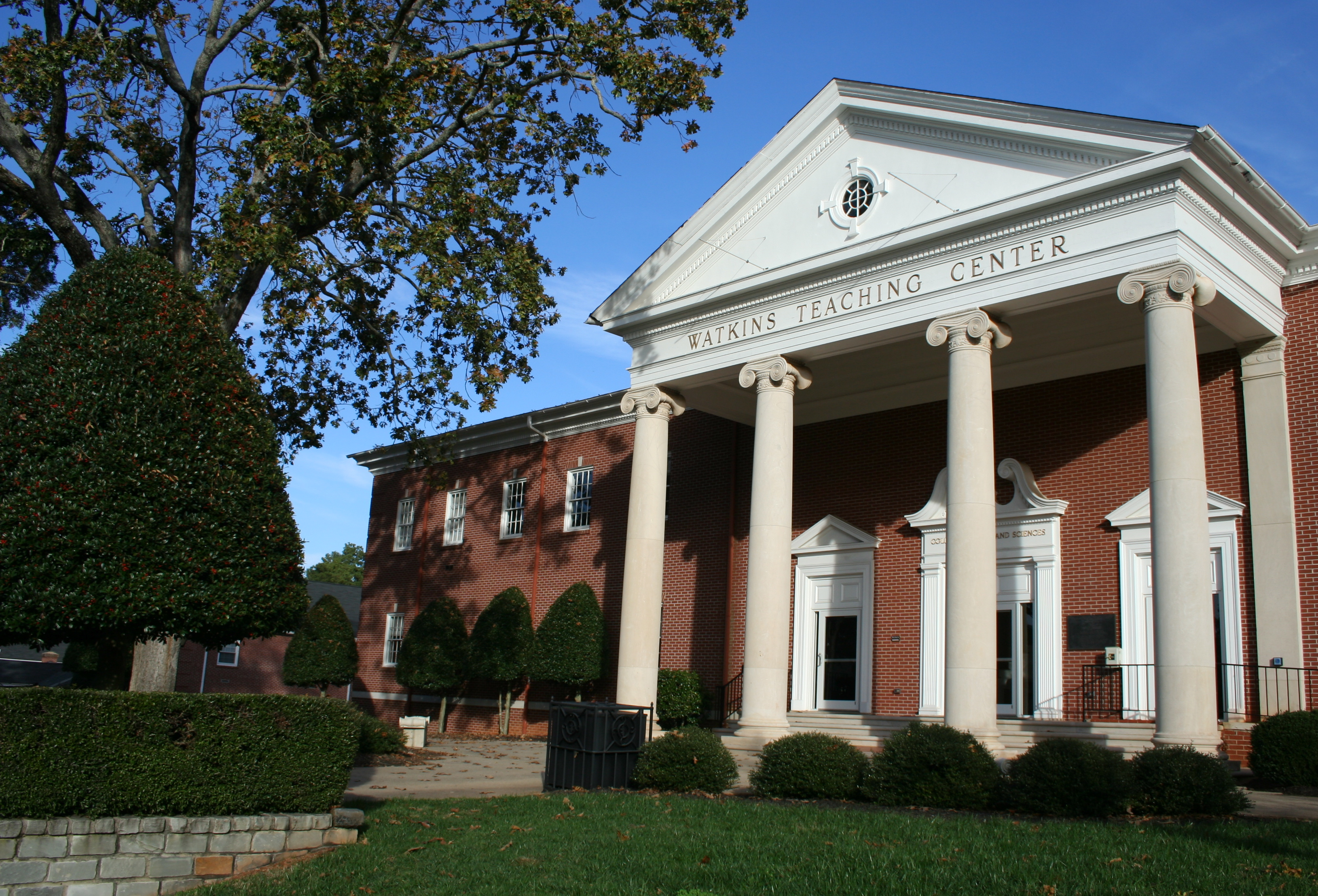
Centro de Enseñanza Watkins

### Facultad de Artes y Ciencias
Los programas de pregrado de la Facultad de Artes y Ciencias consisten en bioquímica, biología, comunicación, escritura creativa, literatura inglesa, historia, estudios liberales, matemáticas, ciencias políticas, psicología y español. El programa desafía a los estudiantes al pensamiento crítico, la comunicación y la retórica. El Centro para la Investigación del Cáncer de Pregrado también es parte de la universidad y se estableció en 2009 para facilitar la investigación de pregrado en la búsqueda de una cura para el cáncer. Trabajando bajo la dirección de profesores de tiempo completo, los estudiantes realizan estudios y publican resultados. El centro está ubicado en el campus cercano de AnMed Health Medical Center.

### Facultad de Negocios
La Facultad de Negocios lleva a cabo programas de pregrado y posgrado. Los programas de pregrado consisten en administración de empresas, contabilidad, administración de recursos humanos y marketing. Se requieren pasantías altamente selectivas, la mayoría de las cuales son pagas, para programas de pregrado y posgrado de al menos 150 horas. El grupo empresarial de estudiantes llamado Enactus ayuda a los estudiantes a practicar las habilidades aprendidas en la Facultad de Negocios para mejorar la comunidad. El Centro Universitario en Greenville consta de títulos de pregrado y posgrado de las mejores universidades de Carolina del Sur, incluida la Universidad de Anderson. El programa MBA de la Universidad de Anderson es exclusivamente en el Centro Universitario.

### Facultad de Estudios Cristianos
Los programas de pregrado y posgrado preparan a los ministros para predicar el Evangelio. Los estudiantes de pregrado tienen la opción de concentrarse en apologética, estudios bíblicos, ministerio juvenil, predicación, ministerio pastoral, misiones, ministerio de mujeres o teología y filosofía. La Escuela de Graduados de Ministerio Cristiano de Clamp se inauguró en 2009 y se convirtió en la Escuela de Divinidad de Clamp en 2014; la Escuela de Divinidad ofrece varios programas de posgrado: Maestría en Divinidad (M.Div.), Maestría en Ministerio (M.Min.), Maestría en Gestión Ministerial (MMM), Maestría en Estudios Bíblicos y Teológicos (MABTS), Doctorado Ministerio (D.Min.) en Predicación Bíblica, Doctorado en Ministerio en el Ministerio del Siglo XXI y Doctorado en Filosofía en Liderazgo (pista de ministerio). El propósito de la escuela Clamp es ofrecer capacitación en el ministerio en preparación para iglesias líderes. La escuela lleva el nombre de David T. Clamp, quien contribuyó con una donación de nombre de $ 8 millones en 2008.

### Facultad de Educación
La Facultad de Educación prepara a los estudiantes para convertirse en educadores públicos con valores judeocristianos. Los programas de pregrado consisten en educación infantil, educación primaria y educación secundaria. Al completar el programa de pregrado, la licencia de maestro puede iniciarse a través del Departamento de Educación de Carolina del Sur. El programa de posgrado en educación prepara a los maestros para convertirse en directores o maestros certificados. El programa Teaching Fellows de la Facultad de Educación envía anualmente a estudiantes a enseñar en China y organiza un evento de narración de cuentos en el campus. Se otorgan hasta $6,000 en becas anuales en el marco del programa Teaching Fellows para estudiantes que planean enseñar en Carolina del Sur.

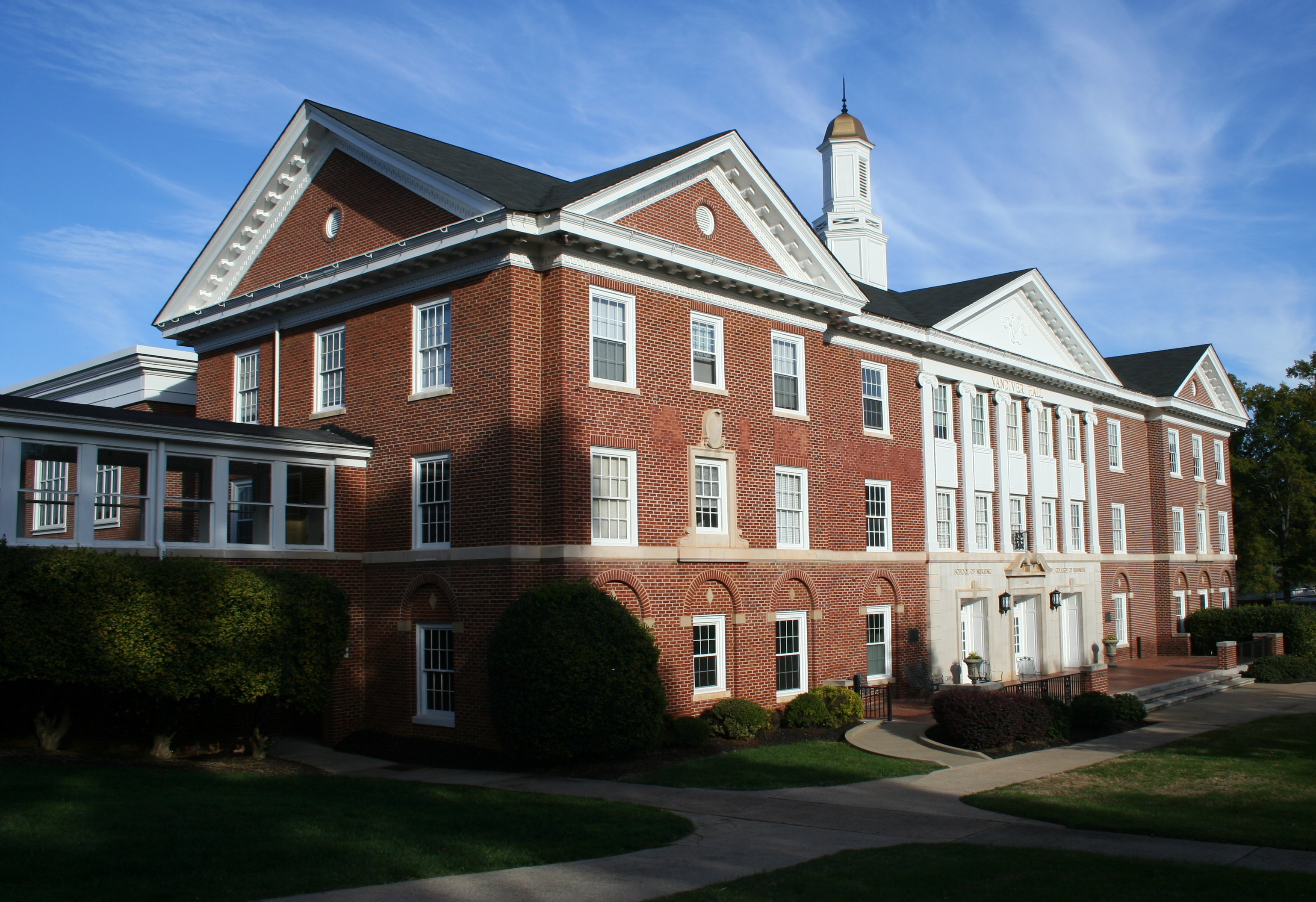
Salón Vandiver

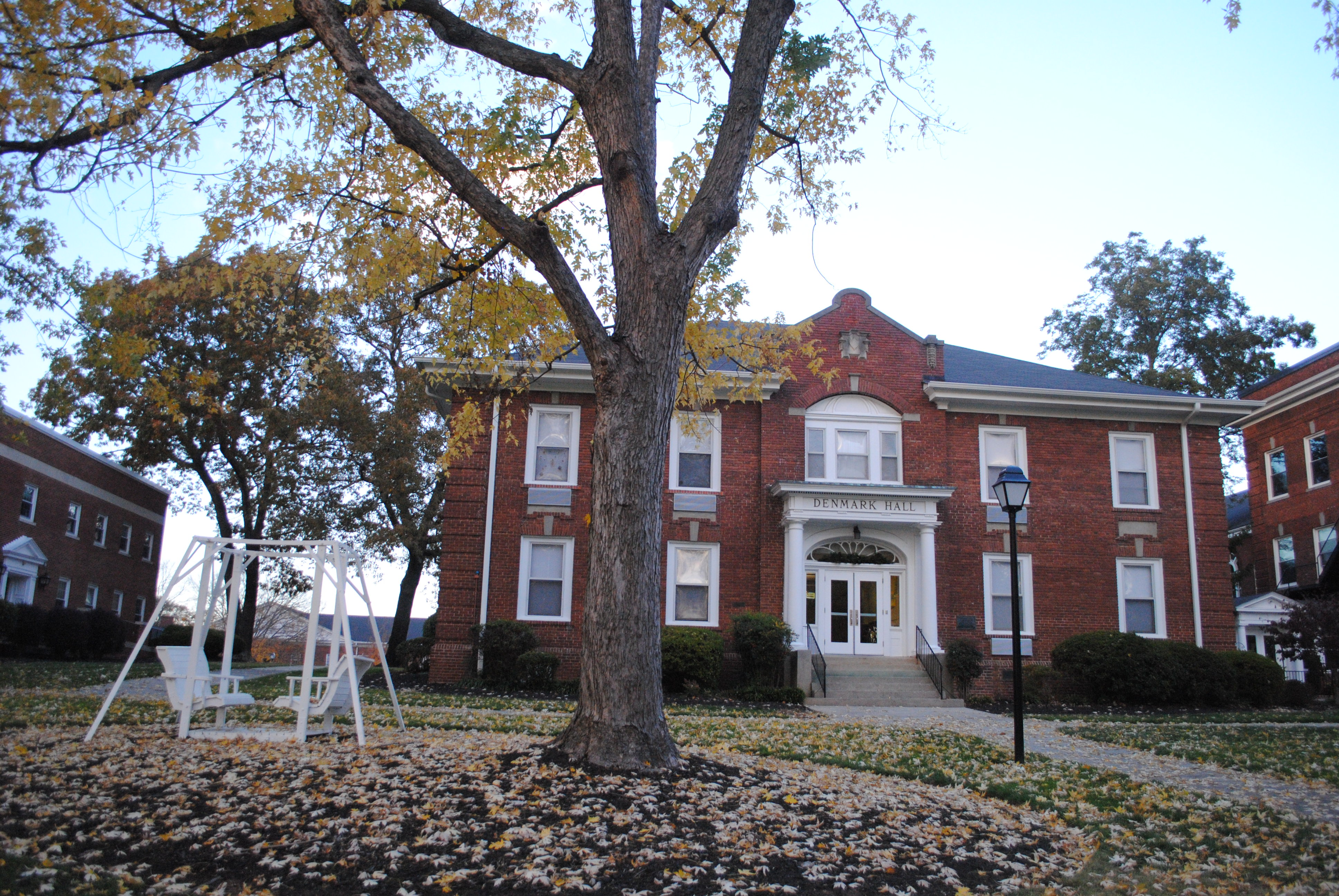
Salón de Dinamarca

### Facultad de Ingeniería
En 2020, el consejo de administración de la universidad estableció una facultad de ingeniería que ofrecerá especializaciones a partir del otoño de 2021 en ingeniería eléctrica, mecánica e informática.

### Facultad de Profesiones de Salud
La Escuela de Enfermería, la Escuela de Fisioterapia, la Escuela de Salud Aliada y la Escuela de Desempeño Humano comprenden la Facultad de Profesiones de la Salud. Las escuelas ofrecen programas de pregrado en enfermería, kinesiología y servicios humanos. Se ofrecen programas de posgrado en enfermería (MSN y DNP) y fisioterapia (DPT). El Centro de Simulaciones Médicas ofrece una experiencia realista para estudiantes de enfermería o fisioterapia. El Centro proporciona réplicas a escala humana de pacientes que simulan una variedad de condiciones.

### Centro de Música Comercial Johnny Mann
En el Centro Johnny Mann se imparte el programa de grado en música comercial de la Escuela de Artes de Carolina del Sur. La música comercial en la Universidad de Anderson abarca géneros de música pop, rock, jazz, bluegrass y country. El centro también sirve como biblioteca para una serie de arreglos musicales, composiciones y recuerdos de Mann. El Centro Mann lleva el nombre del arreglista, compositor, director de orquesta, animador y artista de grabación estadounidense ganador de dos premios Grammy, Johnny Mann (John Russell Mann). Como líder de la banda de Johnny Mann Singers, el grupo grabó aproximadamente tres docenas de álbumes, presentó la serie de televisión titulada Stand Up and Cheer (1971-1974) y fue el director musical de The Joey Bishop Show. También fue director musical de The Alvin Show, y fue la voz de Theodore. Mann también fue director coral de NBC Comedy Hour. La versión de Johnny Mann Singers de "Up, Up and Away", en lugar de la exitosa versión de The 5th Dimension, se convirtió en la versión exitosa de la canción en la lista de singles del Reino Unido. La versión también ganó un premio Grammy en 1968 en la categoría de Mejor interpretación de un coro de siete o más personas. En total, Mann fue nominado a cinco premios Grammy, dos de los cuales ganó.
Mann y su esposa, Betty, se retiraron a Anderson, Carolina del Sur a principios de la década de 2000 e inmediatamente desarrollaron admiración por la universidad y una amistad personal con su presidente y su esposa. A pedido del presidente, Mann escribió el Alma Mater del Centenario de la universidad, "Los sonidos de Anderson". En 2010, la universidad otorgó a Mann un doctorado honoris causa en humanidades. En abril de 2014, a la edad de 85 años, fue director invitado de la Escuela de Artes de Carolina del Sur, en la gala de primavera de la Universidad de Anderson, donde dirigió los coros de la universidad en la interpretación del arreglo de Johnny Mann Singers de "Up, Up and Lejos." Al final de la canción, la audiencia de aproximadamente 1,000 personas se puso de pie en honor a Mann. Sería su última actuación pública. El 18 de junio de 2014, Johnny Mann murió en su casa de Anderson.

### Escuela de Diseño de Interiores
La Escuela de Diseño de Interiores es uno de los nueve programas de este tipo ofrecidos en colegios y universidades cristianas en los Estados Unidos que ofrece una Licenciatura en Diseño de Interiores. El programa de pregrado prepara a los estudiantes para convertirse en diseñadores en muchos entornos, como en una firma de arquitectura o una firma de diseño de interiores.

### Escuela de Administración y Servicio Público
La Escuela de Administración y Servicio Público educa a los agentes del orden público, investigadores privados, agentes federales y futuros estudiantes de derecho. La escuela también ofrece programas en manejo de emergencias. Los programas de pregrado preparan a los estudiantes para la aplicación de la ley local, estatal y federal, las correcciones y la respuesta a emergencias. El programa de posgrado en justicia penal prepara a las personas con experiencia en el cumplimiento de la ley para avanzar en sus carreras hacia puestos gerenciales o ejecutivos superiores con un compromiso con los valores cristianos.

### Escuela de las Artes de Carolina del Sur

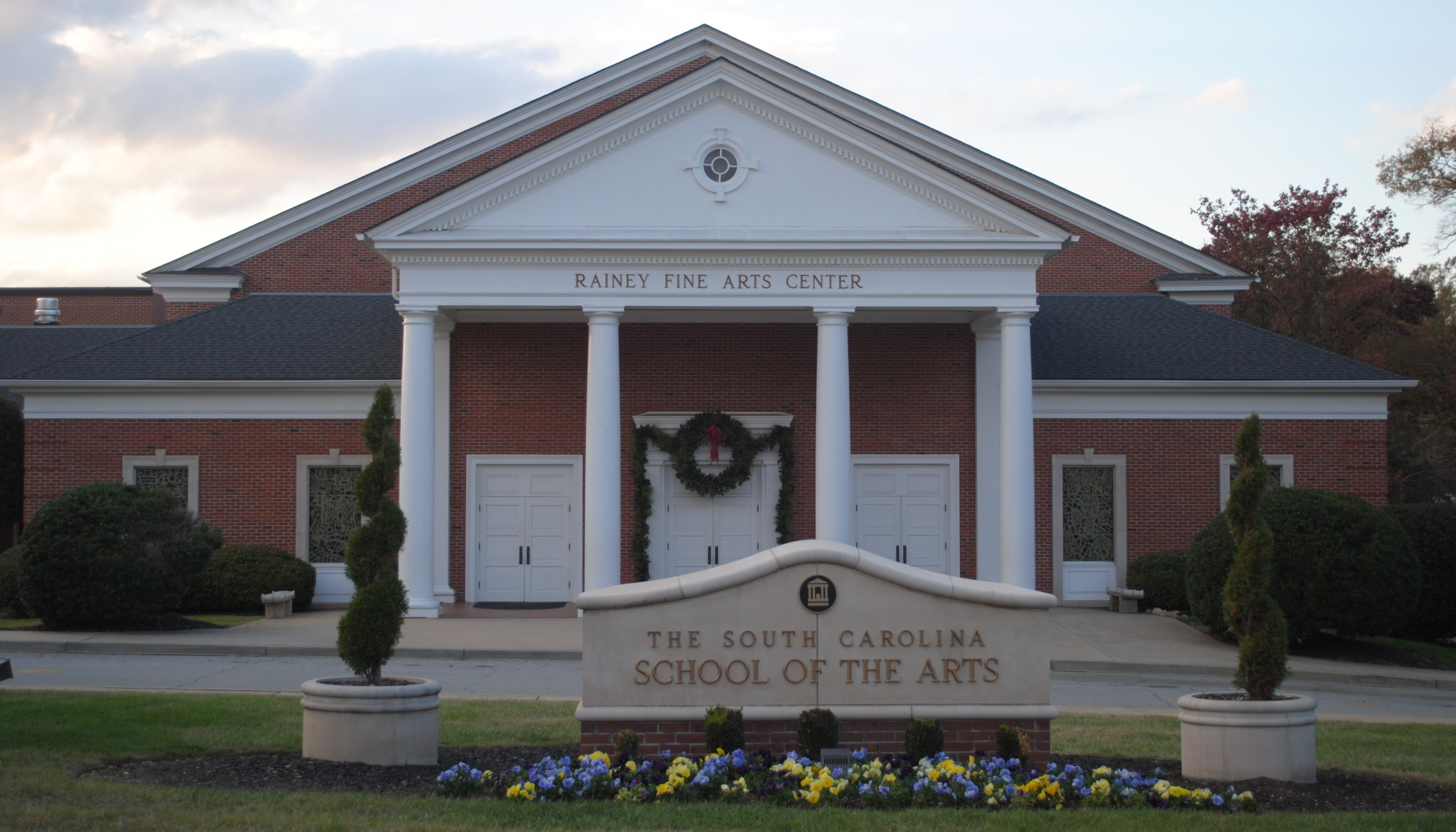
Centro de Bellas Artes Rainey

En 2013, la Facultad de Artes Visuales y Escénicas se reorganizó como la Escuela de Artes de Carolina del Sur, en reconocimiento a su historial de premios nacionales y su visión de centrar la atención en la preparación profesional de los graduados para la producción y el desempeño artístico competitivo. papeles La escuela enfatiza un enfoque instructivo híbrido de artes liberales y conservatorio. Los programas de grado y los énfasis dentro de la Escuela incluyen Licenciatura en Artes, Licenciatura en Bellas Artes, Licenciatura en Música, Licenciatura en Educación Musical y Maestría en Educación Musical. La escuela se encuentra principalmente dentro del Rainey Fine Arts Center, que cuenta con una sala de espectáculos de 1000 asientos, una sala de recitales de 225 asientos, un teatro de caja negra de 125 asientos, numerosos estudios de música y arte y una galería de arte. La escuela también tiene una galería de arte adicional dentro de Thrift Library.

## Acreditación especializada
Las siguientes organizaciones aprueban o acreditan programas de grado individuales en la Universidad de Anderson:
- Consejo Nacional para la Acreditación de la Formación Docente (NCATE)
- Asociación Nacional de Escuelas de Teatro (NAST)
- Junta de Educación de Carolina del Sur
- Comisión de Educación Universitaria en Enfermería (CCNE)
- Junta de Enfermería de Carolina del Sur
- Consejo de Acreditación de Escuelas y Programas de Negocios (ACBSP)
- Asociación Nacional de Escuelas de Música (NASM)
- Asociación Nacional de Escuelas de Arte y Diseño (NASAD)

A. Anderson se le ha otorgado el estatus de "Candidato para Acreditación" por parte de la Comisión de Acreditación en Educación en Terapia Física (CAPTE). El programa está progresando satisfactoriamente hacia el cumplimiento de los criterios de acreditación, pero no está seguro de recibir la acreditación.

## Atletismo
Apodado los troyanos, Anderson compite en atletismo de la División II de la NCAA como miembro de la South Atlantic Conference. Anderson anunció la incorporación del fútbol a partir de la temporada 2024.
| Masculino - Béisbol - Baloncesto - Cross country - Golf - Fútbol americano - Tenis - Atletismo - Lacrosse - Fútbol (a partir del otoño de 2024) | Femenino - Baloncesto - Cross Country - Golf - Fútbol - Sofbol - Tenis - Atletismo - Vóleibol - Lacrosse (a partir del otoño de 2021) |  |

## Alumni
- Thomas C. Alexander, miembro del Senado de Carolina del Sur, presidente del Comité General del Senado
- James Lee Barrett, escritor ganador del premio Tony
- Trey Britton, jugador de baloncesto profesional
- Timothy M. Cain, Juez de Distrito del Tribunal de Distrito de los Estados Unidos para el Distrito de Carolina del Sur
- Leigh Cappillino, cantante, en el grupo de música cristiana contemporánea Point of Grace, ganador de múltiples premios Dove
- Sue Monk Kidd, autora superventas del New York Times de The Secret Life of Bees, The Mermaid Chair y The Invention of Wings
- Adam Minarovich, director de cine y actor
- Rob Stanifer, exjugador de Grandes Ligas de los Miami Marlins, los Boston Red Sox y los Hiroshima Toyo Carp
- A.J. Styles, luchador profesional de TNA y WWE
- Erskine Thomason, ex jugador de béisbol de las Grandes Ligas de los Philadelphia Phillies
- James Michael Tyler, actor